# Zlatnar
Zlatnar je priimek več znanih Slovencev:
- Damjan Zlatnar (*1977), atlet
- Marija Zlatnar Moe, prevajalka
- Mirko Zlatnar (1920—1991), partizan in politik
- Peter Zlatnar (1914—1987), zobozdravnik in esperantist